# Примесь (металлургия)
При́месь — химический элемент, перешедший в состав сплава в процессе его производства как технологическая добавка или как составляющее шихтовых материалов.
В стали содержание примесей обычно ограничивается следующими пределами: Mn ≤ 0,8 %, Si ≤ 0,4 %, Cr ≤ 0,3 %, Mo ≤ 0,10 %, W ≤ 0,2 %, P ≤ 0,025—0,040 %, S ≤ 0,015—0,050 %.

## Классификация
Примеси принято разделять на постоянные (обыкновенные), случайные и скрытые (вредные).
К обыкновенным или постоянным примесям относят марганец и кремний, потому что они содержатся в составе большинства сталей. Содержание примесей марганца в конструкционных и инструментальных сталях отличается: 0,3—0,8% и 0,15—0,4% соответственно. Кремний же содержится в пределах 0,05—0,8%, процентное содержание зависит от степени раскисления стали, легированности и других параметров.
Случайными примесями могут быть любые элементы, которые случайно попали в сталь и не превышают норм.
Скрытые примеси — сера, фосфор, мышьяк, водород, кислород, азот. Присутствуют практически во всех типах стали. Иногда азот, серу и фосфор используют как легирующие элементы, поэтому сталь нужно оценивать по марочному химическому составу.